# Мездра (община)
43°12′00″ пн. ш. 23°42′00″ сх. д. / 43.20000° пн. ш. 23.70000° сх. д.
Мездра (болг. Община Мездра) — община у Болгарії. Входить до складу Врачанської області. Населення становить 21 748 осіб (станом на 1 лютого 2011 р.). Адміністративний центр громади — однойменне місто. 
Громада розташована в горах Гола Голова.

## Склад общини
До складу общини входять 28 населених пунктів:
1. Боденец
2. Брусен
3. Вирбешниця
4. Горішня Бешовиця
5. Горішня Кремена
6. Долішня Кремена
7. Дирманці
8. Єлисейна
9. Зверино
10. Злидол
11. Ігнатиця
12. Кален
13. Крапец
14. Крета
15. Лик
16. Лютиброд
17. Лютидол
18. Мездра
19. Моравиця
20. Оселна
21. Ослен-Криводол
22. Очиндол
23. Ребирково
24. Руска-Бела
25. Старо-Село
26. Типчениця
27. Цакониця
28. Царевець